# Lot (ciclo arturiano)
Nelle leggende arturiane Lot (o Loth) era sovrano del Lothian, delle isole Orcadi e, a volte, di Norvegia. Era cognato di re Artù e anche uno dei suoi primi nemici. 

## Leggenda
Secondo la tradizione, dopo che Uther Pendragon ebbe sposato Igraine, diede in moglie la figlia più anziana, Morgause (chiamata anche Anna) a Lot. Dalla loro unione nacquero Gawain, Agravain, Gaheris, Gareth e, nella letteratura più antica, Mordred. Agli inizi del suo regno, Artù si trovò a fronteggiare l'opposizione di Lot e di altri sovrani. Alla fine, Artù sconfisse i ribelli e si impossessò dei loro domini. In alcune storie, il giovane Artù e Lot si sarebbero riappacificati dopo la battaglia decisiva e il sovrano del Lothian sarebbe divenuto un entusiasta sostenitore e un fedelissimo alleato del cognato. Nella Morte di Artù di Thomas Malory Lot fu ucciso da re Pellinore, dando così inizio ad una faida tra i loro discendenti.
Nell'Historia Regum Britanniae Goffredo di Monmouth Lot sarebbe stato fratello di Urien Rheged e di Auguselo di Scozia. Il suo nome deriverebbe dal suo regno, il Lothian, come quello di molti altri personaggi di Goffredo (ad esempio Corineo di Cornovaglia).
Þorfinn Fracassacrani, un re di Norvegia e delle Isole Orcadi (X secolo), ebbe un figlio chiamato Ljot. Ed è da ciò che potrebbe essere derivata la figura di un re di Lothian, Orcadi e Norvegia. Secondo la tradizione locale di Caithness, una pietra detta pietra di Lud fu eretta per indicare la tomba di Ljot, figlio di Thofinn, dopo che era morto per le ferite riportate nella battaglia di Caithness.
Lot è stato fatto discendere dal re della tribù britannica dei catuvellauni, Carataco. Secondo alcuni Lot potrebbe essere un'incarnazione dell'eroe Lludd Llaw Eraint, sebbene, al di là dei nomi, esiste una scarsa somiglianza fra i due personaggi.

## Base storica
Secondo fonti gallesi, il personaggio deriverebbe da quello di Lot Luwddoc (Leudonus in latino e 
Lloyd in inglese), che regnò sul Gododdin alla fine del V secolo d.C., dalla capitale Trapain Law, vicino Haddington (nel Lothian), anche se si dice che avrebbe avuto la sua corte a Din Eityn (Castello di Edimburgo). Il suo regno, alla fine, fu conosciuto con il nome di Lothian in suo onore. Almeno nella prima parte della sua vita fu pagano. Secondo una tradizione, fece gettare da una scogliera la figlia che, seppur nubile, era però incinta, così da cancellare questa vergogna. Quando morì sarebbe stato sepolto a Dunpender Law, nel Lothian orientale. Sul trono salì il figlio Gawain Gwalltafwyn. Avrebbe avuto un altro figlio, Gwalchafed, identificato alternativamente con Gareth o Galahad.